# Hrej.cz
Hrej.cz je česká internetová stránka zabývající se videohrami a videoherními periferiemi. Vlastní ji společnost Grunex. Od konce června 2023 je šéfredaktorem Martin Zavřel.

## Historie
Hrej.cz vznikl jako herní příloha zpravodajského serveru Novinky.cz. Jelikož se ale portál příliš neosvědčil, byl v roce 2003 kvůli nízké návštěvnosti zrušen. V říjnu 2004 obnovil provozování Hrej.cz portál Seznam.cz ve spolupráci s firmou Kaora, s.r.o., kdy společnost Kaora dodávala obsah a Seznam.cz se staral o technické zázemí.
Začátkem roku 2006 Hrej.cz přechází pod správu nakladatelství Vogel Burda Communications s.r.o., které již tou dobou vydávalo tištěné videoherní časopisy Level a PlayStation 2 Oficiální magazín. Právě s časopisem Level měl server Hrej.cz společnou redakci, ačkoliv samotná administrativa byla oddělená. K faktickému oddělení Levelu a Hrej.cz došlo až v květnu 2013.
V lednu 2008 společnost Burda Praha kompletně přebírá provoz tohoto herního webu od společnosti Seznam.
K prosinci 2007 měl web návštěvnost 443 tisíc lidí. V říjnu 2013 činila návštěvnost 91 tisíc lidí. V prosinci 2013 prošly stránky designovým faceliftem. V říjnu 2016 odprodalo nakladatelství Burda Praha Hrej.cz společnosti Xzone. K další změně majitele došlo v únoru 2019, kdy web odkoupila společnost Grunex. Ke konci června 2020 byla ukončena spolupráce s dosavadním šéfredaktorem Pavlem Makalem a jeho zástupcem Davidem Plecháčkem, na místo šéfredaktora se přesunul Tadeáš Pepř. Od konce června 2023 je šéfredaktorem Martin Zavřel.
Od počátku roku 2006 Hrej.cz uveřejňuje týdenní audio podcast hPod, který běží dosud bez přestávky. Na jeho tvorbě se celkově podílelo již 53 diskutujících (k říjnu 2015). Podle neoficiálních zdrojů se jedná o nejdéle vysílaný podcast v České republice. Od října 2013 vychází vedle hPodu i hudební podcast mPod, který je věnovaný soundtrackům a herní hudbě obecně.